# Malediwy na Letnich Igrzyskach Olimpijskich 2012
Malediwy na Letnich Igrzyskach Olimpijskich 2012, które odbyły się w Londynie, reprezentowało 5 zawodników. Nie zdobyli oni żadnego medalu.
Był to siódmy start reprezentacji Malediwów na letnich igrzyskach olimpijskich.

## Reprezentanci

### Badminton
Mężczyźni
| Zawodnik              | Konkurencja    | Faza grupowa                 | Faza grupowa                   | Miejsce | 1/8              | Ćwierćfinały     | Półfinały        | Finał            | Pozycja |
| Zawodnik              | Konkurencja    | Przeciwnik Wynik             | Przeciwnik Wynik               | Miejsce | Przeciwnik Wynik | Przeciwnik Wynik | Przeciwnik Wynik | Przeciwnik Wynik | Pozycja |
| --------------------- | -------------- | ---------------------------- | ------------------------------ | ------- | ---------------- | ---------------- | ---------------- | ---------------- | ------- |
| Mohamed Ajfan Rasheed | gra pojedyncza | Marc Zwiebler P (9-21, 6-21) | Dmytro Zawadski P (8-21, 8-21) | 3.      | NQ               | NQ               | NQ               | NQ               | NQ      |

### Lekkoatletyka
Mężczyźni
| Zawodnik     | Konkurencja | Eliminacje | Eliminacje | Ćwierćfinał | Ćwierćfinał | Półfinał | Półfinał | Finał | Finał   |
| Zawodnik     | Konkurencja | Wynik      | Miejsce    | Wynik       | Miejsce     | Wynik    | Miejsce  | Wynik | Miejsce |
| ------------ | ----------- | ---------- | ---------- | ----------- | ----------- | -------- | -------- | ----- | ------- |
| Azneem Ahmed | 100 m       | 10,79      | 3.         | 10,84       | 8.          | NQ       | NQ       | NQ    | NQ      |

Kobiety
| Zawodnik   | Konkurencja | Eliminacje | Eliminacje | Ćwierćfinał | Ćwierćfinał | Półfinał | Półfinał | Finał | Finał   |
| Zawodnik   | Konkurencja | Wynik      | Miejsce    | Wynik       | Miejsce     | Wynik    | Miejsce  | Wynik | Miejsce |
| ---------- | ----------- | ---------- | ---------- | ----------- | ----------- | -------- | -------- | ----- | ------- |
| Afa Ismail | 100 m       | 12,52      | 5.         | NQ          | NQ          | NQ       | NQ       | NQ    | NQ      |

### Pływanie
Mężczyźni
| Zawodnik    | Konkurencja    | Eliminacje | Eliminacje | Półfinał | Półfinał | Finał | Finał   |
| Zawodnik    | Konkurencja    | Czas       | Miejsce    | Czas     | Miejsce  | Czas  | Miejsce |
| ----------- | -------------- | ---------- | ---------- | -------- | -------- | ----- | ------- |
| Ahmed Husam | 100 m dowolnym | 57,53      | 53.        | NQ       | NQ       | NQ    | NQ      |

Kobiety
| Zawodnik       | Konkurencja   | Eliminacje | Eliminacje | Półfinał | Półfinał | Finał | Finał   |
| Zawodnik       | Konkurencja   | Czas       | Miejsce    | Czas     | Miejsce  | Czas  | Miejsce |
| -------------- | ------------- | ---------- | ---------- | -------- | -------- | ----- | ------- |
| Aminath Shajan | 50 m dowolnym | 32,23      | 63.        | NQ       | NQ       | NQ    | NQ      |